# Купріянов Андрій Олександрович
Андрі́й Олекса́ндрович Купрія́нов (нар. 20 травня 1978 — пом. 20 січня 2015) — солдат Збройних Сил України, учасник російсько-української війни. Один із «кіборгів».

## Життєпис
Призваний за мобілізацією 24 серпня 2014 року, стрілець 93-ї окремої механізованої бригади.
Загинув в новому терміналі Донецького аеропорту — востаннє Андрія бачили вночі з 20 на 21 січня перед другим вибухом у терміналі.
Ідентифікований за експертизою ДНК серед похованих під Дніпропетровськом невідомих Героїв.
10 грудня 2015-го Андрія перепоховали у селі Нова Збур'ївка.
Лишилися мама та сестра.

## Нагороди та вшанування
- Указом Президента України № 103/2016 від 21 березня 2016 року, «за особисту мужність і високий професіоналізм, виявлені у захисті державного суверенітету та територіальної цілісності України, вірність військовій присязі», нагороджений орденом «За мужність» III ступеня (посмертно)[1].
- Нагороджений нагрудним знаком «За оборону Донецького аеропорту» (посмертно).
- Вшановується в меморіальному комплексі «Зала пам'яті», в щоденному ранковому церемоніалі 20 січня[2][3].